# Cruxicheiros newmanorum
 Cruxicheiros newmanorum (“lagarto de Cross Hands de la familia Newman”) es la única especie conocida del género extinto Cruxicheiros de dinosaurio terópodo tetanuro, que vivió a mediados del período Jurásico, hace aproximadamente 167 millones de años durante el Bathoniense, en lo que es hoy Europa. La especie tipo es C. newmanorum, descripta por Roger Benson y Jonathan Radley en 2009.

## Descripción

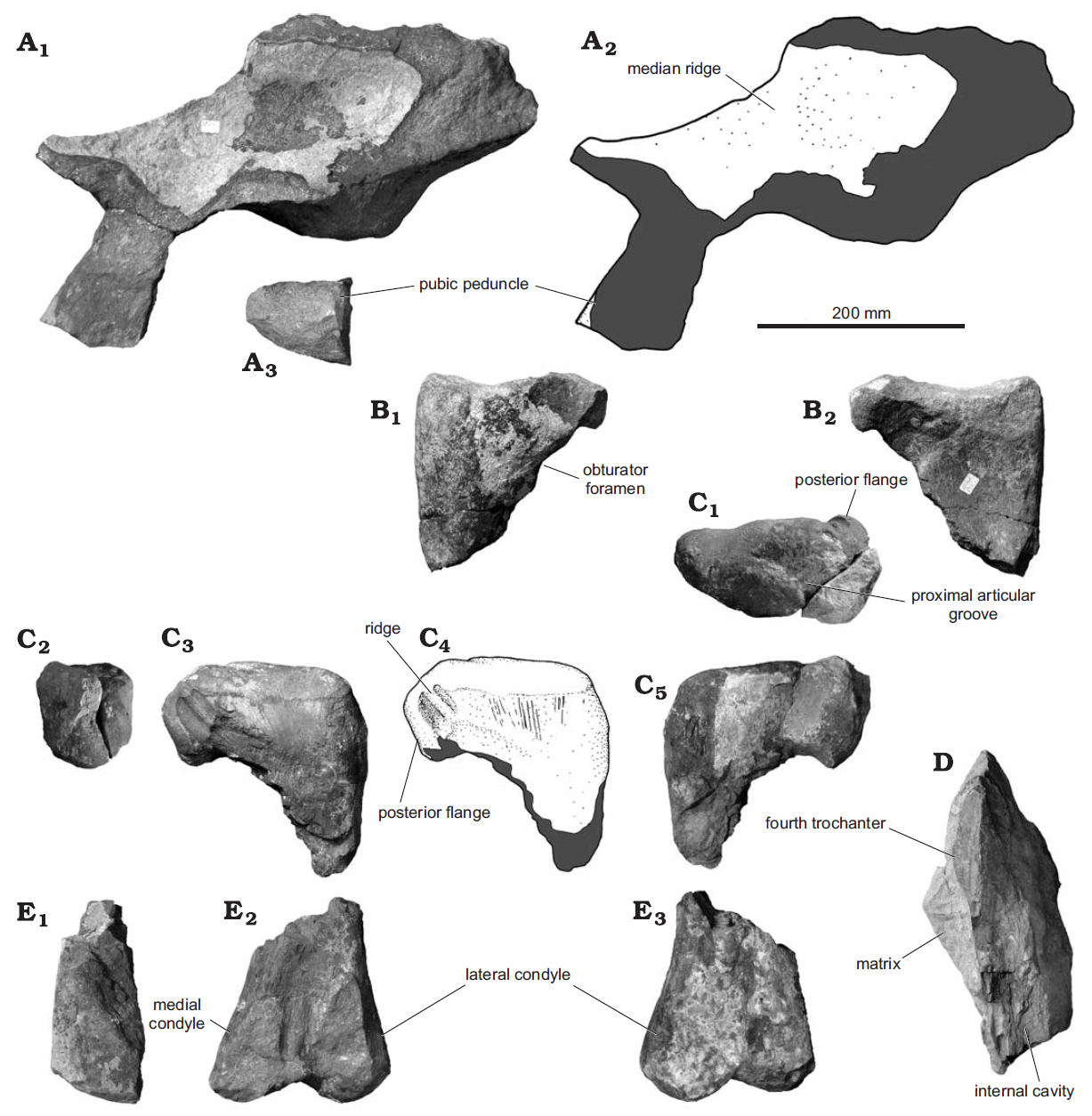
Huesos de la cadera y piernas.

Cruxicheiros fue un gran terópodo, pero es conocido por muy pocos restos. El holotipo, catalogado como WARMS G15770, es un  fémur parcial. El material adicional del sitio probablemente proviene del mismo individuo que el holotipo, basado en el examen de la matriz de piedra caliza y de la calcita arenosa que componen a todos los fósiles. El material adicional consiste en "una vértebra cervical dorsal o posterior anterior; un arco neural dorsal; una vértebra dorsal parcial; la mitad anterior de una vértebra caudal medio-distal; un escapulocoracoide derecho parcial; un ilion parcial; el extremo próximo del pubis izquierdo; numerosos fragmentos de costilla y hueso".

## Descubrimiento e investigación

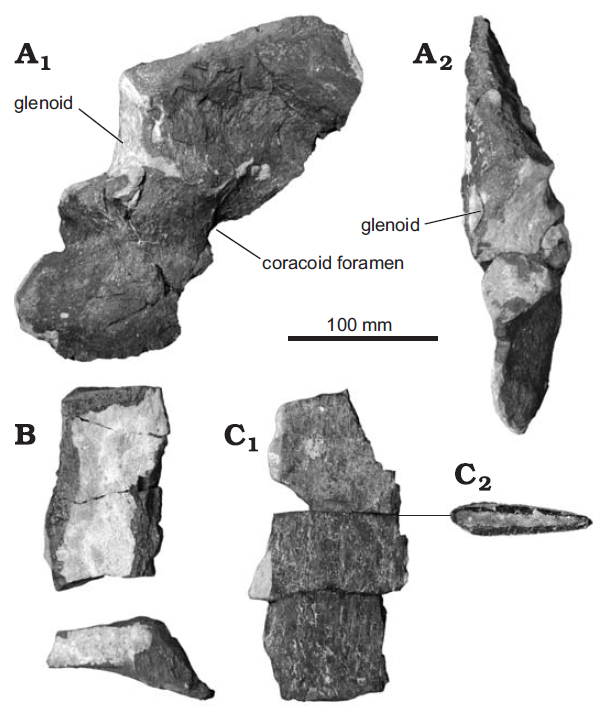
Huesos de la cintura escapular.

Los restos del holotipo fueron descubiertos a principios de la década de 1960, en la cantera de Cross Hands, cerca de Little Compton, en Warwickshire, Inglaterra. Estos fósiles provienen de la Formación Chipping Norton Limestone, que ha sido datada en el Bathoniense inferior del Jurásico Medio, aproximadamente hace 167 millones de años. Estos fósiles estaban alojados en el Museo y Galería de Arte de Birmingham hasta 2008 cuando fueron transferidos al Museo de Servicio de Warwickshire; esta transferencia fue hecha para posibilitar el estudio de fósiles olvidados.
Fósiles sin describir de dinosaurios, muchos de ellos de terópodos, se han descubierto en Inglaterra por lo menos desde 1677. Los fósiles más grandes de terópodos habían sido atribuidos (sin un examen crítico) a Megalosaurus , mientras que los más pequeños fueron asignados a Iliosuchus. El trabajo de 2009 reconoció diferencias entre el descubrimiento de Cross Hands que habían sido atribuidos a  Megalosaurus. Estas diferencias incluyen espinas dorsales más bajas y más amplias a lo largo de la espalda del animal, y diferencias en los huesos de la pierna y de la cadera. Los autores renombraron a los especímenes de la cantera de Cross Hands Cruxicheiros newmanorum; El nombre genérico Cruxicheiros proviene de la mezcla de las palabras en  latín crux que significa  "cruz" y del griego, cheiros "manos", en referencia de la Cantera de Cross Hands donde los fósiles fueran descubiertos. El nombre específico newmanorum en honor a la familia Newman, propietaria de la mina.

## Clasificación
Cruxicheiros era un tetanuro, un miembro del grupo Tetanurae que incluye a los terópodos como Tyrannosaurus y Spinosaurus. Los autores no incluyen a Cruxicheiros en ninguna familia. Estos realizaron un análisis cladistico el cual dio tres posiciones igualmente posibles para Cruxicheiros, como el más basal  Neotetanurae en la línea que dio lugar a dinosaurios como Allosaurus y las aves, como el más basal megalosáurido en la línea que incluye al Megalosaurus y Spinosaurus, o el miembro más basal de Tetanurae, de quién los miembros más tempranos deben haber precedido la fractura entre estos grupos del terópodos. Debido a las dudas clasificaron a  Cruxicheiros como Tetanurae incertae sedis.